# Cimitarra

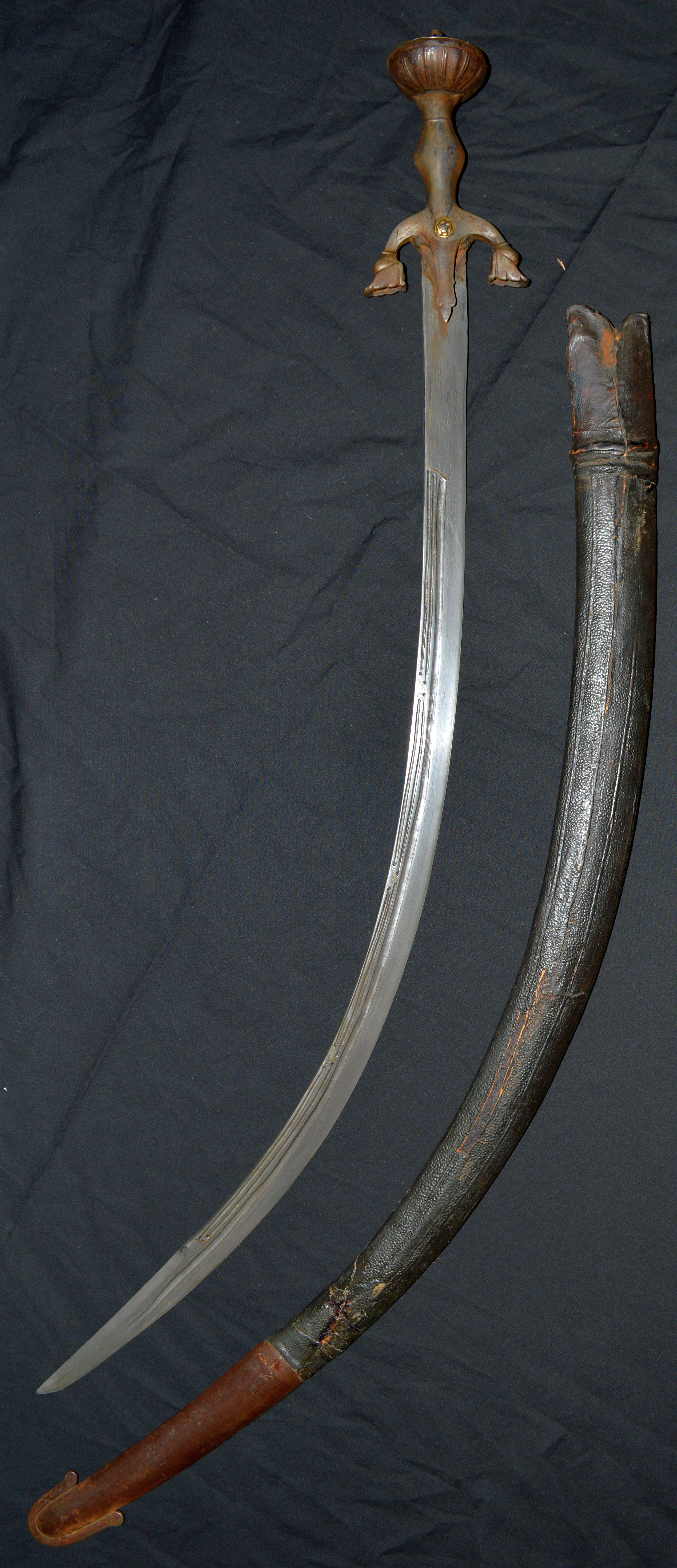
Cimitarra

A cimitarra (scimitar em inglês, saif em árabe, shamshir no Irã, kilij na Turquia, pulwar no Afeganistão, talwar ou tulwar no subcontinente indiano, e nimcha no Norte de África) é uma espada de lâmina curva mais larga na extremidade livre, com gume no lado convexo, utilizada por certos povos orientais, tais como árabes, turcos e persas, especialmente pelos guerreiros muçulmanos.
É a espada mais típica do Oriente Médio e da Índia muçulmana. 
Originária da Pérsia, foi adotada pelos árabes e espalhou-se por todo o mundo islâmico até o século XIV. É originalmente uma espada de cavaleiros e cameleiros. Em muitos desses países, espadas retas continuaram a ser preferidas para guerreiros a pé ou para fins cerimoniais. 
Comparável à katana japonesa, a cimitarra é também uma espada curva de um só gume extremamente cortante e ágil, feita com aço da melhor qualidade. e também usada por piratas.
Uma cimitarra típica tem de 90 cm a 1 metro de comprimento total e pesa de 1,0 kg a 1,5 kg.

## Variações

### Cimitarra curta
A cimitarra curta é uma variante menor e mais ágil da cimitarra, frequentemente usada aos pares, uma em cada mão. 
Uma típica cimitarra curta tem em torno de 56 cm de comprimento e pesa 500 gramas.

### Saif
A saif ("espada" em árabe) é a clássica espada longa árabe, usada desde os tempos pré-islâmicos. Os cavaleiros e cameleiros árabes passaram a preferir a cimitarra por volta do século XIV, mas a saif reta continuou a ser usada por guerreiros a pé e a ser o símbolo do status de nobres e príncipes. 
Uma típica saif tem cerca de 1 metro de comprimento total e pesa em torno de 1,2 kg.

## Cimitarra de fantasia
As cimitarras reais são armas ágeis, leves e elegantes, mas, no cinema tornou-se um clichê demasiado frequente representá-las como armas imensas, geralmente nas mãos de um corpulento guarda de harém. 
Réplicas de tais armas da imaginação de Hollywood costumam ter cerca de um metro de comprimento, mas pesam o triplo de uma cimitarra normal — tanto quanto uma montante. Exigiriam as duas mãos para serem manejadas.